# Le Vagabond (chanson)
Pour les articles homonymes, voir Le Vagabond.
Pistes de Le Vagabond
Ma meilleure amie
Le Vagabond est une chanson de Claude François sortie avec l'album éponyme en 1976. 

## Histoire de la chanson
Elle est l'adaptation française du single Drie zomers lang de Conny Vandenbos  sorti peu de temps avant, en 1975. 
La musique est adaptée par Cyril Assous, et le texte par Eddy Marnay, qui a beaucoup écrit pour Claude François. Ce texte très nolstalgique donne une vision désabusée et assez triste de la vie de chanteur «un vagabond qui passe et chante» [...] «un vagabond sans importance», et correspond à l'état d'esprit dans lequel se trouve Claude François en cette année 1976. Le single de la chanson s'écoule à plus de 250 000 exemplaires.

## Liste des titres
| No | Titre                                           | Paroles           | Musique                                | Durée |
| -- | ----------------------------------------------- | ----------------- | -------------------------------------- | ----- |
| 1. | Le Vagabond (Titre original : Drie zomers lang) | Gerrit den Braber | Cyril Assous                           | 4:57  |
| 2. | Danse ma vie                                    | Pierre Delanoë    | Jean-Pierre Bourtayre, Claude François | 3:50  |

- Accompagné par Jean-Claude Petit et son orchestre

## Classements hebdomadaires
| Classement    | Meilleure position |
| ------------- | ------------------ |
| France (IFOP) | 5                  |

## Adaptation en anglais
En 1977, pour son album His hits in English, Claude François enregistre une version anglaise de la chanson, appelée The Vagabond.